# Briga Heelan
Briga Heelan, née le 2 avril 1987 à Andover (Massachusetts), est une actrice américaine. Elle est connue pour ses rôles dans les sitcoms Cougar Town, Ground Floor, Undateable, Love, et plus récemment, Great News.

## Biographie
Née à Andover, dans l'état du Massachusetts, elle est la fille de Kimball Heelan, actrice et enseignante aux Lowell Public Schools (en), et du dramaturge Kevin Heelan. Elle a un frère nommé Conor.

## Filmographie

### Cinéma
- 2009 : Lovebot de Giordany Orellana : Eve (court métrage)
- 2015 : The Night Is Young de Dave Hill et Matt L. Jones : Veronica
- 2016 : Dean (en) de Demetri Martin : Becca
- 2017 : Le Mariage de Mon Ex (en) de Ryan Eggold : Julie

### Télévision

#### Séries télévisées
- 2011 : Man Up! : Money
- 2012 : Jane by Design : Amanda Clark (5 épisodes)
- 2012-2015 : Cougar Town : Holly (6 épisodes)
- 2013 : Happy Endings : Ryan
- 2013-2015 : Ground Floor : Jenny Miller (20 épisodes)
- 2014-2015 : Undateable : Nicki (7 épisodes)
- 2015 : Truth Be Told : Katherine/Kiki
- 2016 : Crazy Ex-Girlfriend : Connie Cavanaugh
- 2016-2017 : Love : Heidi (6 épisodes)
- 2016 : Go-Go Boy Interrupted (en) : Ashley
- 2017-2018 : Great News : Katie Wendelson (23 épisodes)
- 2019 : Brooklyn Nine-Nine : Keri Brennan
- 2019 : Modern Family : Linda
- 2019 : To Whom It May Concern : Kate
- 2020 : Larry et son nombril : Valerie
- 2020–2021 : B Positive (en) : Samantha (14 épisodes)
- 2022 : Bob Hearts Abishola (en) : Marion

#### Téléfilms
- 2012 : Counter Culture de Ted Wass : Jill
- 2015 : How We Live de Brian Bradley et Steven Cragg : Holly Bailey